# 堂上家
堂上家（とうしょうけ、どうじょうけ）は、公家の家格の一つ。御所の清涼殿南廂にある殿上間（てんじょうのま）に昇殿する資格を世襲した家柄。また、公卿になれる家柄。同時に上級貴族とも呼ばれる。江戸時代末期には137家があった。
これ以外の中流・下級貴族の家柄は地下家と呼ばれた。

## 概要
平安時代中期に昇殿の制が始まり、院政期には公卿となることが出来る家柄が固定されるようになったため、公家の中で昇殿を許される家柄とこれを許されない家柄、公卿になれる家柄となれない家柄に分かれ、前者を堂上家、後者を地下家（じげけ）とする区分が成立した。一般的に、公卿になると昇殿が許されたが、まれに地下の公卿も存在した。
広義では公卿になることができる摂家、清華家、大臣家、羽林家、名家、半家の総称であるが、狭義では上記のうち摂家・清華家・大臣家を除いた羽林家以下のみを指し、平堂上（平堂上家）とも呼ばれた。
南北朝時代以降、堂上家のなかに時の天皇との親疎により内々・外様の区別が生じた。出勤した時の御所内での詰め所も異なり、天皇から受ける処遇も違った。
また、安土桃山時代の天正年間（1573年 - 1591年）までに成立していた64家を旧家、それ以降新規に設立された家を新家と区分している。
1884年（明治17年）7月7日、平堂上のうち、大納言まで宣任の例が多い家が伯爵に、それ以外は子爵に叙せられた（「華族令」）。
明治維新の東京奠都にあたり、堂上家も多くが東京に居を移したが京都に残る家もあった。
1947年（昭和22年）6月、昭和天皇が関西地方への行幸（昭和天皇の戦後巡幸）があり、京都在住の堂上家らが、御座所となる大宮御所各室を活花や盆石で飾り立てた。また、同年6月10日には、堂上家24人が仙洞御所の庭園で天皇に拝謁している。

## 堂上家一覧
文久3年（1863年）版『雲上明覧』によれば、堂上家は以下の通り。
| 家格 | 家名                  | 家系                                       | 本家            | 門流 | 内々/外様 | 旧家/新家 | 石高             | 家業                                                              | 極官                                                   | 維新後      |
| ---- | --------------------- | ------------------------------------------ | --------------- | ---- | --------- | --------- | ---------------- | ----------------------------------------------------------------- | ------------------------------------------------------ | ----------- |
| 摂家 | 近衞家                | 藤氏 北家摂関流                            | -               | -    | -         | -         | 2,862石          | 有職故実 三藐院流書道                                             | 摂政・関白                                             | 公爵        |
| 摂家 | 九條家                | 藤氏 北家摂関流                            | -               | -    | -         | -         | 2,044石          | 有職故実 梅宮伝奏                                                 | 摂政・関白                                             | 公爵        |
| 摂家 | 鷹司家                | 藤氏 北家摂関流                            | 近衞            | -    | -         | -         | 1,500石          | 有職故実 阿蘇・鹿島社伝奏                                         | 摂政・関白                                             | 公爵        |
| 摂家 | 二條家                | 藤氏 北家摂関流                            | 九條            | -    | -         | -         | 1,708石          | 有職故実 歌道                                                     | 摂政・関白                                             | 公爵        |
| 摂家 | 一條家                | 藤氏 北家摂関流                            | 九條            | -    | -         | -         | 2,044石          | 有職故実 香取社伝奏                                               | 摂政・関白                                             | 公爵        |
| 清華 | 三條家                | 藤氏 北家公季（閑院）流                    | -               | -    | 内々      | 旧家      | 469石            | 笛 ・装束                                                         | 近衛大将・大臣を兼任 → 太政大臣                        | 公爵        |
| 清華 | 西園寺家              | 藤氏 北家公季（閑院）流                    | -               | 一條 | 外様      | 旧家      | 597石            | 琵琶                                                              | 近衛大将・大臣を兼任 → 太政大臣                        | 侯爵 → 公爵 |
| 清華 | 德大寺家              | 北家公季（閑院）流                         | -               | -    | 内々      | 旧家      | 410石            | 笛                                                                | 近衛大将・大臣を兼任 → 太政大臣                        | 侯爵 → 公爵 |
| 清華 | 久我家                | 源氏 村上源氏                              | -               | -    | 内々      | 旧家      | 700石            | 笛                                                                | 近衛大将・大臣を兼任 → 太政大臣                        | 侯爵        |
| 清華 | 花山院家              | 藤氏 北家師実（花山院）流                  | -               | 一條 | 内々      | 旧家      | 715石            | 笙                                                                | 近衛大将・大臣を兼任 → 太政大臣                        | 侯爵        |
| 清華 | 大炊御門家            | 藤氏 北家師実（大炊御門）流                | -               | 一條 | 内々      | 旧家      | 403石            | 和琴・笛 ・装束                                                   | 近衛大将・大臣を兼任 → 太政大臣                        | 侯爵        |
| 清華 | 菊亭 （今出川）家     | 藤氏 北家公季（閑院）流                    | 西園寺          | 一條 | 内々      | 旧家      | 1,655石          | 琵琶                                                              | 近衛大将・大臣を兼任 → 太政大臣                        | 侯爵        |
| 清華 | 廣幡家                | 源氏 （正親町源氏）                        | -               | -    | 内々      | 新家      | 500石            | -                                                                 | 近衛大将・内大臣                                       | 侯爵        |
| 清華 | 醍醐家                | 藤氏 北家摂関流                            | 一條            | 一條 | 内々      | 新家      | 312石            | -                                                                 | 近衛大将・左大臣                                       | 侯爵        |
| 大臣 | 中院家                | 源氏 村上源氏                              | 久我            | -    | 内々      | 旧家      | 500石            | -                                                                 | 大納言 → 右大臣                                        | 伯爵        |
| 大臣 | 嵯峨 （正親町三條）家 | 藤氏 北家公季（閑院）流                    | 三條            | 近衞 | 内々      | 旧家      | 200石            | -                                                                 | 大納言 → 内大臣                                        | 伯爵 → 侯爵 |
| 大臣 | 三條西家              | 藤氏 北家公季（閑院）流                    | 三條            | -    | 内々      | 旧家      | 502石            | 歌道 二尊院・廬山寺等伝奏                                         | 大納言 → 右大臣                                        | 伯爵        |
| 羽林 | 正親町家              | 藤氏 北家公季（閑院）流                    | 洞院            | 一條 | 内々      | 旧家      | 352石            | 箏                                                                | 近衛少将 → 中将 ・参議 → 中納言 → 大納言               | 伯爵        |
| 羽林 | 滋野井家              | 藤氏 北家公季（閑院）流                    | 三條            | 近衞 | 内々      | 旧家      | 180石            | 神楽                                                              | 近衛少将 → 中将 ・参議 → 中納言 → 大納言               | 伯爵        |
| 羽林 | 姉小路家              | 藤氏 北家公季（閑院）流                    | 三條            | 九條 | 内々      | 新家      | 200石            | -                                                                 | 近衛少将 → 中将 ・参議 → 中納言 → 大納言               | 伯爵        |
| 羽林 | 清水谷家              | 藤氏 北家公季（閑院）流                    | 西園寺          | 一條 | 内々      | 旧家      | 200石            | 能書 ・笙・能楽・神楽                                             | 近衛少将 → 中将 ・参議 → 中納言 → 大納言               | 伯爵        |
| 羽林 | 四辻 （室町）家       | 藤氏 北家公季（閑院）流                    | 西園寺          | 近衞 | 外様      | 旧家      | 200石            | 神楽 ・和琴・箏                                                   | 近衛少将 → 中将 ・参議 → 中納言 → 大納言               | 伯爵        |
| 羽林 | 橋本家                | 藤氏 北家公季（閑院）流                    | 西園寺          | 一條 | 外様      | 旧家      | 500石            | 笛                                                                | 近衛少将 → 中将 ・参議 → 中納言 → 大納言               | 伯爵        |
| 羽林 | 河鰭家                | 藤氏 北家公季（閑院）流                    | 三條            | -    | 外様      | 旧家      | 152石            | 神楽                                                              | 近衛少将 → 中将 ・参議 → 中納言 → 大納言               | 子爵        |
| 羽林 | 阿野家                | 藤氏 北家公季（閑院）流                    | 三條            | 近衞 | 外様      | 旧家      | 478石            | 神楽                                                              | 近衛少将 → 中将 ・参議 → 中納言 → 大納言               | 子爵        |
| 羽林 | 花園家                | 藤氏 北家公季（閑院）流                    | 三條            | 二條 | 外様      | 新家      | 150石            | -                                                                 | 近衛少将 → 中将 ・参議 → 中納言 → 大納言               | 子爵        |
| 羽林 | 裏辻家                | 藤氏 北家公季（閑院）流                    | 西園寺          | 近衞 | 外様      | 新家      | 150石            | -                                                                 | 近衛少将 → 中将 ・参議                                 | 子爵        |
| 羽林 | 梅園家                | 藤氏 北家公季（閑院）流                    | 西園寺          | 一條 | 外様      | 旧家      | 150石            | -                                                                 | 近衛少将 → 中将 ・参議 → 中納言                        | 子爵        |
| 羽林 | 山本家                | 藤氏 北家公季（閑院）流                    | 三條            | 九條 | 内々      | 新家      | 150石            | -                                                                 | 近衛少将 → 中将 ・参議 → 中納言 → 大納言               | 子爵        |
| 羽林 | 大宮家                | 藤氏 北家公季（閑院）流                    | 西園寺          | 九條 | 外様      | 新家      | 130石            | -                                                                 | 近衛少将 → 中将 ・参議 → 中納言                        | 子爵        |
| 羽林 | 武者小路家            | 藤氏 北家公季（閑院）流                    | 三條            | -    | 外様      | 新家      | 130石            | 歌道                                                              | 近衛少将 → 中将 ・参議 → 中納言 → 大納言→准大臣        | 子爵        |
| 羽林 | 小倉家                | 藤氏 北家公季（閑院）流                    | 洞院            | 近衞 | 外様      | 旧家      | 150石            | 神楽                                                              | 近衛少将 → 中将 ・参議 → 中納言 → 大納言               | 子爵        |
| 羽林 | 風早家                | 藤氏 北家公季（閑院）流                    | 三條            | 九條 | 外様      | 新家      | 蔵米30石 3人扶持 | -                                                                 | 近衛少将 → 中将 ・参議 → 中納言                        | 子爵        |
| 羽林 | 押小路家              | 藤氏 北家公季（閑院）流                    | 三條            | -    | 内々      | 新家      | 130石            | -                                                                 | 近衛少将 → 中将 ・参議 → 中納言 → 大納言               | 子爵        |
| 羽林 | 高松家                | 藤氏 北家公季（閑院）流                    | 三條            | 九條 | 外様      | 新家      | 蔵米30石 3人扶持 | 歌道                                                              | 近衛少将 → 中将 ・参議 → 中納言                        | 子爵        |
| 羽林 | 西四辻家              | 藤氏 北家公季（閑院）流                    | 西園寺          | 鷹司 | 内々      | 新家      | 蔵米30石 3人扶持 | 箏                                                                | 近衛少将 → 中将                                        | 子爵        |
| 羽林 | 園池家                | 藤氏 北家魚名（四條）流 ・閑院流正親町三條 | 三條            | 近衞 | 外様      | 新家      | 蔵米30石 3人扶持 | -                                                                 | 近衛少将 → 中将 ・参議 → 中納言 → 大納言               | 子爵        |
| 羽林 | 藪 （高倉）家         | 藤氏 南家貞嗣流 ・閑院流室町               | 西園寺          | 一條 | 外様      | 新家      | 150石            | 神楽 ・箏                                                         | 近衛少将 → 中将 ・参議 → 中納言 → 大納言               | 子爵        |
| 羽林 | 中園家                | 藤氏 南家貞嗣流 ・閑院流室町               | 西園寺          | 一條 | 外様      | 新家      | 130石            | -                                                                 | 近衛少将 → 中将 ・参議 → 中納言                        | 子爵        |
| 羽林 | 高丘家                | 藤氏 南家貞嗣流 ・閑院流室町               | 西園寺          | 鷹司 | 外様      | 新家      | 蔵米30石 3人扶持 | -                                                                 | 近衛少将 → 中将 ・参議 → 中納言                        | 子爵        |
| 羽林 | 中山家                | 藤氏 北家師実（花山院）流                  | 花山院          | 一條 | 内々      | 旧家      | 200石            | -                                                                 | 近衛少将 → 中将 ・参議 → 中納言 → 大納言 → 内大臣      | 侯爵        |
| 羽林 | 飛鳥井家              | 藤氏 北家師実（難波）流                    | 難波            | 一條 | 内々      | 旧家      | 928石            | 歌道 ・蹴鞠・書道                                                 | 近衛少将 → 中将 ・参議 → 中納言 → 大納言               | 伯爵        |
| 羽林 | 難波家                | 藤氏 北家師実（難波）流                    | -               | 近衞 | 内々      | 旧家      | 300石            | 蹴鞠                                                              | 近衛少将 → 中将 ・参議 → 中納言 → 大納言               | 子爵        |
| 羽林 | 野宮家                | 藤氏 北家師実（花山院）流                  | 花山院          | 一條 | 内々      | 新家      | 150石            | -                                                                 | 近衛少将 → 中将 ・参議 → 中納言 → 大納言               | 子爵        |
| 羽林 | 今城家                | 藤氏 北家師実（花山院）流                  | 花山院          | 一條 | 内々      | 新家      | 181石            | -                                                                 | 近衛少将 → 中将 ・参議 → 中納言 → 大納言               | 子爵        |
| 羽林 | 中御門 （松木）家     | 藤氏 北家頼宗（中御門）流                  | -               | 一條 | 内々      | 旧家      | 341石            | 楽道・笙                                                          | 近衛次将・弁官 ・参議 → 中納言 → 大納言 → 内大臣       | 伯爵        |
| 羽林 | 園家                  | 藤氏 北家頼宗（中御門）流                  | 持明院          | 一條 | 内々      | 旧家      | 187石            | 琵琶 ・生花                                                       | 近衛少将 → 中将 ・参議 → 中納言 → 大納言 → 准大臣      | 伯爵        |
| 羽林 | 東園家                | 藤氏 北家頼宗（中御門）流                  | 持明院          | -    | 内々      | 新家      | 180石            | 神楽                                                              | 近衛少将 → 中将 ・参議 → 中納言 → 大納言               | 子爵        |
| 羽林 | 持明院家              | 藤氏 北家頼宗（中御門）流                  | -               | 近衞 | 内々      | 旧家      | 200石            | 能書 ・神楽                                                       | 近衛少将 → 中将 ・参議 → 中納言 → 大納言               | 子爵        |
| 羽林 | 高野家                | 藤氏 北家頼宗（中御門）流                  | 持明院          | 近衞 | 内々      | 新家      | 150石            | -                                                                 | 近衛少将 → 中将 ・参議 → 中納言 → 大納言               | 子爵        |
| 羽林 | 石山家                | 藤氏 北家頼宗（中御門）流                  | 壬生            | 一條 | 内々      | 新家      | 蔵米30石 3人扶持 | 書道                                                              | 近衛少将 → 中将 ・参議 → 中納言 → 大納言               | 子爵        |
| 羽林 | 壬生家                | 藤氏 北家頼宗（中御門）流                  | 園              | 一條 | 内々      | 新家      | 130石            | -                                                                 | 近衛少将 → 中将 ・参議 → 中納言                        | 子爵 → 伯爵 |
| 羽林 | 石野家                | 藤氏 北家頼宗（中御門）流                  | 持明院          | 近衞 | 外様      | 新家      | 蔵米30石 3人扶持 | -                                                                 | 近衛少将 → 中将 ・参議 → 中納言                        | 子爵        |
| 羽林 | 六角家                | 藤氏 北家頼宗（中御門）流                  | 持明院          | 一條 | 外様      | 新家      | 蔵米30石 3人扶持 | -                                                                 | 近衛少将 → 中将 ・参議                                 | 子爵        |
| 羽林 | 四條家                | 藤氏 魚名（四條）流                        | -               | 一條 | 外様      | 旧家      | 180石            | 笙 ・包丁                                                         | 近衛少将 → 中将 ・参議 → 中納言 → 大納言               | 伯爵 → 侯爵 |
| 羽林 | 鷲尾家                | 藤氏 魚名（四條）流                        | 四條            | 九條 | 内々      | 旧家      | 180石            | 華道・神楽・膳羞                                                  | 近衛少将 → 中将 ・参議 → 中納言 → 大納言               | 伯爵        |
| 羽林 | 油小路家              | 藤氏 魚名（四條）流                        | 西大路          | 九條 | 外様      | 旧家      | 150石            | -                                                                 | 近衛少将 → 中将 ・参議 → 中納言 → 大納言               | 伯爵        |
| 羽林 | 櫛笥家                | 藤氏 魚名（四條）流                        | 四條            | 近衞 | 内々      | 新家      | 83石             | -                                                                 | 近衛少将 → 中将 ・参議 → 中納言 → 大納言 → 内大臣      | 子爵        |
| 羽林 | 山科家                | 藤氏 魚名（四條）流                        | 四條            | 近衞 | 内々      | 旧家      | 300石            | 笙 ・装束・衣紋・有職故実                                         | 近衛少将 → 中将 ・参議 → 中納言 → 大納言               | 伯爵        |
| 羽林 | 西大路家              | 藤氏 魚名（四條）流                        | 四條            | 近衞 | 外様      | 旧家      | 100石            | 筆道                                                              | 近衛少将 → 中将 ・参議 → 中納言 → 大納言               | 子爵        |
| 羽林 | 八條家                | 藤氏 魚名（四條）流                        | 四條            | 近衞 | 内々      | 新家      | 176石            | -                                                                 | 近衛少将 → 中将 ・参議 → 中納言 → 大納言               | 子爵        |
| 羽林 | 上冷泉家              | 藤氏 北家長家（御子左）流                  | -               | 鷹司 | 外様      | 旧家      | 300石            | 歌道 ・蹴鞠                                                       | 近衛少将 → 中将 ・参議 → 中納言 → 大納言               | 伯爵        |
| 羽林 | 下冷泉家              | 藤氏 北家長家（御子左）流                  | -               | 九條 | 外様      | 旧家      | 150石            | 歌道                                                              | 近衛少将 → 中将 ・参議 → 中納言 → 大納言               | 子爵        |
| 羽林 | 藤谷家                | 藤氏 北家長家（御子左）流                  | 上冷泉          | 鷹司 | 外様      | 新家      | 200石            | 歌道                                                              | 近衛少将 → 中将 ・参議 → 中納言 → 大納言               | 子爵        |
| 羽林 | 入江家                | 藤氏 北家長家（御子左）流                  | 上冷泉          | 鷹司 | 外様      | 新家      | 蔵米30石 3人扶持 | 歌道                                                              | 非参議                                                 | 子爵        |
| 羽林 | 水無瀬家              | 藤氏 北家道隆（水無瀬）流                  | -               | 近衞 | 内々      | 旧家      | 631石            | -                                                                 | 近衛少将 → 中将 ・参議 → 中納言 → 大納言               | 子爵        |
| 羽林 | 七條家                | 藤氏 北家道隆（水無瀬）流                  | 水無瀬          | 近衞 | 内々      | 新家      | 200石            | -                                                                 | 近衛少将 → 中将 ・参議                                 | 子爵        |
| 羽林 | 町尻家                | 藤氏 北家道隆（水無瀬）流                  | 水無瀬          | 近衞 | 外様      | 新家      | 蔵米30石 3人扶持 | -                                                                 | 近衛少将 → 中将 ・参議 → 中納言                        | 子爵        |
| 羽林 | 櫻井家                | 藤氏 北家道隆（水無瀬）流                  | 水無瀬          | 近衞 | 外様      | 新家      | 蔵米30石 3人扶持 | -                                                                 | 近衛少将 → 中将                                        | 子爵        |
| 羽林 | 山井家                | 藤氏 北家道隆（水無瀬）流                  | 水無瀬          | 近衞 | 外様      | 新家      | 蔵米30石 3人扶持 | -                                                                 | 非参議                                                 | 子爵        |
| 羽林 | 堀河家                | 藤氏 北家長良（高倉）流                    | 高倉流 水無瀬   | 九條 | 外様      | 新家      | 230石            | -                                                                 | 近衛少将 → 中将 ・参議 → 中納言                        | 子爵        |
| 羽林 | 樋口家                | 藤氏 北家長良（高倉）流                    | 高倉流 水無瀬   | 九條 | 外様      | 新家      | 200石            | -                                                                 | 近衛少将 → 中将 ・参議 → 中納言 → 大納言               | 子爵        |
| 羽林 | 六条家                | 源氏 村上源氏                              | 久我            | -    | 外様      | 旧家      | 265石            | -                                                                 | 近衛少将 → 中将 ・参議 → 中納言 → 大納言 → 内大臣      | 子爵        |
| 羽林 | 久世家                | 源氏 村上源氏                              | 久我            | -    | 外様      | 新家      | 200石            | -                                                                 | 近衛少将 → 中将 ・参議 → 中納言 → 大納言               | 子爵        |
| 羽林 | 岩倉家                | 源氏 村上源氏                              | 久我            | 一條 | 内々      | 新家      | 150石            | -                                                                 | 近衛少将 → 中将 ・参議 → 中納言 → 大納言               | 公爵        |
| 羽林 | 千種家                | 源氏 村上源氏                              | 久我            | 一條 | 内々      | 新家      | 150石            | -                                                                 | 近衛少将 → 中将 ・参議 → 中納言 → 大納言               | 子爵        |
| 羽林 | 梅溪家                | 源氏 村上源氏                              | 久我            | 鷹司 | 内々      | 新家      | 150石            | -                                                                 | 近衛少将 → 中将 ・参議 → 中納言                        | 子爵        |
| 羽林 | 愛宕家                | 源氏 村上源氏                              | 久我            | -    | 内々      | 新家      | 130石            | -                                                                 | 近衛少将 → 中将 ・参議 → 中納言 → 大納言               | 子爵        |
| 羽林 | 東久世家              | 源氏 村上源氏                              | 久我            | -    | 外様      | 新家      | 蔵米30石 3人扶持 | -                                                                 | 近衛少将 → 中将 ・参議 → 中納言                        | 伯爵        |
| 羽林 | 植松家                | 源氏 村上源氏                              | 久我            | 一條 | 内々      | 新家      | 130石            | 生花                                                              | 近衛少将 → 中将 ・参議 → 中納言                        | 子爵        |
| 羽林 | 庭田家                | 源氏 宇多源氏                              | -               | 一條 | 内々      | 旧家      | 350石            | 神楽                                                              | 近衛少将 → 中将 ・参議 → 中納言 → 大納言               | 伯爵        |
| 羽林 | 綾小路家              | 源氏 宇多源氏                              | 庭田            | 九條 | 内々      | 旧家      | 200石            | 神楽・琵琶 ・箏・笛 ・篳篥 ・蹴鞠                                 | 近衛少将 → 中将 ・参議 → 中納言 → 大納言               | 子爵        |
| 羽林 | 大原家                | 源氏 宇多源氏                              | 庭田            | 一條 | 内々      | 新家      | 蔵米30石 3人扶持 | 神楽                                                              | 近衛少将 → 中将 ・参議 → 中納言                        | 伯爵        |
| 名家 | 日野家                | 藤氏 北家真夏（日野）流                    | -               | 近衞 | 内々      | 旧家      | 1,153石          | 儒道・歌道                                                        | 侍従・弁官 （蔵人頭を兼任） → 中納言 → 大納言 → 左大臣 | 伯爵        |
| 名家 | 廣橋家                | 藤氏 北家真夏（日野）流                    | -               | 近衞 | 内々      | 旧家      | 858石            | 文筆 石清水八幡宮等伝奏                                           | 侍従・弁官 （蔵人頭を兼任） → 中納言 → 大納言 → 内大臣 | 伯爵        |
| 名家 | 柳原家                | 藤氏 北家真夏（日野）流                    | 日野            | 近衞 | 内々      | 旧家      | 202石            | 文筆                                                              | 侍従・弁官 （蔵人頭を兼任） → 中納言 → 大納言 → 准大臣 | 伯爵        |
| 名家 | 烏丸家                | 藤氏 北家真夏（日野）流                    | 日野            | 一條 | 内々      | 旧家      | 1,004石          | 和歌 宇佐八幡宮等伝奏                                             | 侍従・弁官 （蔵人頭を兼任） → 中納言 → 大納言 → 内大臣 | 伯爵        |
| 名家 | 竹屋家                | 藤氏 北家真夏（日野）流                    | 広橋            | 近衞 | 外様      | 旧家      | 180石            | 挿花                                                              | 弁官 → 中納言                                          | 子爵        |
| 名家 | 日野西家              | 藤氏 北家真夏（日野）流                    | 広橋            | 近衞 | 外様      | 新家      | 200石            | -                                                                 | 侍従・弁官 （蔵人を兼任） → 中納言                     | 子爵        |
| 名家 | 勘解由小路家          | 藤氏 北家真夏（日野）流                    | 日野            | 近衞 | 内々      | 新家      | 130石            | 儒道                                                              | 侍従・弁官 → 中納言 → 大納言                           | 子爵        |
| 名家 | 裏松家                | 藤氏 北家真夏（日野）流                    | 日野            | 近衞 | 外様      | 新家      | 130石            | -                                                                 | 侍従・弁官 （蔵人を兼任） → 中納言 → 大納言            | 子爵        |
| 名家 | 外山家                | 藤氏 北家真夏（日野）流                    | 日野            | 近衞 | 外様      | 新家      | 蔵米30石 3人扶持 | -                                                                 | 侍従 → 中納言 → 大納言                                 | 子爵        |
| 名家 | 豐岡家                | 藤氏 北家真夏（日野）流                    | 日野            | 近衞 | 外様      | 新家      | 蔵米30石 3人扶持 | -                                                                 | 中納言                                                 | 子爵        |
| 名家 | 三室戸家              | 藤氏 北家真夏（日野）流                    | 日野            | 近衞 | 外様      | 新家      | 130石            | -                                                                 | 大納言                                                 | 子爵        |
| 名家 | 北小路家              | 藤氏 北家真夏（日野）流                    | 日野            | -    | 外様      | 新家      | 蔵米30石 3人扶持 | -                                                                 | 参議                                                   | 子爵        |
| 名家 | 甘露寺家              | 藤氏 北家高藤（勸修寺）流                  | -               | 九條 | 内々      | 旧家      | 200石            | 笛・儒道                                                          | 侍従・弁官 （蔵人頭を兼任） → 中納言 → 大納言 → 内大臣 | 伯爵        |
| 名家 | 葉室家                | 藤氏 北家高藤（勸修寺）流                  | -               | 九條 | 内々      | 旧家      | 183石            | 善光寺伝奏                                                        | 侍従・弁官 （蔵人頭を兼任） → 中納言 → 大納言 → 准大臣 | 伯爵        |
| 名家 | 勸修寺家              | 藤氏 北家高藤（勸修寺）流                  | -               | 一條 | 内々      | 旧家      | 708石            | 儒道 住吉社・泉涌寺・大徳寺・永平寺・南禅寺・遊行寺・西大寺等伝奏 | 侍従・弁官 （蔵人頭を兼任） → 中納言 → 大納言 → 内大臣 | 伯爵        |
| 名家 | 萬里小路家            | 藤氏 北家高藤（勸修寺）流                  | -               | 近衞 | 内々      | 旧家      | 390石            | 般舟院・清涼寺・常照寺等伝奏                                      | 侍従・弁官 （蔵人頭を兼任） → 中納言 → 大納言 → 内大臣 | 伯爵        |
| 名家 | 清閑寺家              | 藤氏 北家高藤（勸修寺）流                  | 甘露寺          | 一條 | 内々      | 旧家      | 180石            | 広隆寺・智積院・高野山学僧侶等伝奏                                | 侍従・弁官 （蔵人頭を兼任） → 中納言 → 大納言 → 内大臣 | 伯爵        |
| 名家 | 中御門家              | 藤氏 北家高藤（勸修寺）流                  | 勸修寺          | 二條 | 内々      | 旧家      | 200石            | -                                                                 | 侍従・弁官 （蔵人頭を兼任） → 中納言 → 大納言          | 伯爵 → 侯爵 |
| 名家 | 坊城家                | 藤氏 北家高藤（勸修寺）流                  | 勸修寺          | 九條 | 内々      | 旧家      | 180石            | 文章道 身延山久遠寺等伝奏                                         | 侍従・弁官 （蔵人頭を兼任） → 中納言 → 大納言          | 伯爵        |
| 名家 | 芝山家                | 藤氏 北家高藤（勸修寺）流                  | 勸修寺          | 近衞 | 内々      | 新家      | 蔵米100石        | -                                                                 | 侍従・弁官（ 蔵人頭を兼任） → 中納言 → 大納言          | 子爵        |
| 名家 | 池尻家                | 藤氏 北家高藤（勸修寺）流                  | 甘露寺          | 一條 | 外様      | 新家      | 蔵米50石 3人扶持 | -                                                                 | 侍従・弁官 （蔵人頭を兼任） → 中納言 → 大納言          | 子爵        |
| 名家 | 梅小路家              | 藤氏 北家高藤（勸修寺）流                  | 甘露寺          | 一條 | 外様      | 新家      | 蔵米50石 3人扶持 | -                                                                 | 侍従・弁官 （蔵人頭を兼任） → 中納言 → 大納言          | 子爵        |
| 名家 | 岡崎家                | 藤氏 北家高藤（勸修寺）流                  | 勸修寺          | 二條 | 外様      | 新家      | 蔵米50石 3人扶持 | -                                                                 | 侍従・弁官 （蔵人頭を兼任） → 中納言 → 大納言          | 子爵        |
| 名家 | 穗波家                | 藤氏 北家高藤（勸修寺）流                  | 勸修寺          | 九條 | 外様      | 新家      | 蔵米50石 3人扶持 | -                                                                 | 侍従・弁官 （蔵人頭を兼任） → 中納言                   | 子爵        |
| 名家 | 堤家                  | 藤氏 北家高藤（勸修寺）流                  | 甘露寺          | 鷹司 | 外様      | 新家      | 蔵米50石 3人扶持 | -                                                                 | 侍従・弁官 （蔵人頭を兼任） → 中納言                   | 子爵        |
| 名家 | 平松家                | 平氏 桓武平氏                              | 西洞院          | 近衞 | 内々      | 新家      | 200石            | -                                                                 | 侍従・弁官 （蔵人頭を兼任） → 中納言 → 大納言          | 子爵        |
| 名家 | 長谷家                | 平氏 桓武平氏                              | 西洞院          | 近衞 | 外様      | 新家      | 蔵米30石 3人扶持 | -                                                                 | 侍従・弁官 （蔵人頭を兼任） → 中納言                   | 子爵        |
| 名家 | 交野家                | 平氏 桓武平氏                              | 西洞院          | 近衞 | 外様      | 新家      | 蔵米30石 3人扶持 | -                                                                 | 侍従・弁官 （蔵人頭を兼任） → 中納言                   | 子爵        |
| 半家 | 高倉家                | 藤氏 北家長良（高倉）流                    | -               | 近衞 | 内々      | 旧家      | 813石            | 有職故実・装束                                                    | 大納言                                                 | 子爵        |
| 半家 | 富小路家              | 藤氏 北家摂関流                            | 二條殿 別流の家 | 近衞 | 内々      | 旧家      | 200石            | 和歌・俳諧                                                        | 非参議                                                 | 子爵        |
| 半家 | 竹内家                | 源氏 清和源氏                              | -               | 近衞 | 外様      | 旧家      | 187石            | -                                                                 | 非参議                                                 | 子爵        |
| 半家 | 五辻家                | 源氏 宇多源氏                              | -               | 九條 | 内々      | 旧家      | 200石            | 神楽                                                              | 非参議                                                 | 子爵        |
| 半家 | 慈光寺家              | 源氏 宇多源氏                              | 五辻            | 近衞 | 外様      | 新家      | 蔵米30石 3人扶持 | -                                                                 | 非参議                                                 | 子爵        |
| 半家 | 白川家                | 王氏・源氏 花山源氏                        | -               | 二條 | 内々      | 旧家      | 200石            | 神祇伯                                                            | 非参議                                                 | 子爵        |
| 半家 | 西洞院家              | 平氏 桓武平氏                              | -               | 近衞 | 内々      | 旧家      | 260石            | -                                                                 | 大納言                                                 | 子爵        |
| 半家 | 石井家                | 平氏 桓武平氏                              | 西洞院          | 近衞 | 外様      | 新家      | 130石            | -                                                                 | 中納言                                                 | 子爵        |
| 半家 | 高辻家                | 菅原氏                                     | -               | 一條 | 外様      | 旧家      | 200石            | 紀伝道・文章博士                                                  | 大納言                                                 | 子爵        |
| 半家 | 唐橋家                | 菅原氏                                     | -               | 九條 | 外様      | 旧家      | 182石            | 紀伝道・儒道 ・文章博士                                           | 大納言                                                 | 子爵        |
| 半家 | 五條家                | 菅原氏                                     | 高辻            | 一條 | 外様      | 旧家      | 200石            | 紀伝道・文章博士 ・相撲                                           | 大納言                                                 | 子爵        |
| 半家 | 東坊城家              | 菅原氏                                     | 高辻            | 一條 | 外様      | 旧家      | 301石            | 紀伝道                                                            | 大納言                                                 | 子爵        |
| 半家 | 清岡家                | 菅原氏                                     | 高辻            | 一條 | 外様      | 新家      | 蔵米30石 3人扶持 | 儒学                                                              | 参議                                                   | 子爵        |
| 半家 | 桒原家                | 菅原氏                                     | 高辻            | 一條 | 外様      | 新家      | 蔵米30石 3人扶持 | 儒学                                                              | 中納言                                                 | 子爵        |
| 半家 | 舟橋家                | 清原氏（広澄流）                           | -               | 近衞 | 内々      | 旧家      | 405石            | 明経博士                                                          | 非参議                                                 | 子爵        |
| 半家 | 伏原家                | 清原氏（広澄流）                           | 舟橋            | 九條 | 外様      | 新家      | 230石            | 明経道                                                            | 非参議                                                 | 子爵        |
| 半家 | 澤家                  | 清原氏（広澄流）                           | 舟橋            | 九條 | 外様      | 新家      | 蔵米30石 3人扶持 | -                                                                 | 非参議                                                 | 伯爵        |
| 半家 | 土御門家              | 阿倍氏                                     | -               | 近衞 | 外様      | 旧家      | 183石            | 天文道・暦道・陰陽道 ・陰陽頭                                     | 非参議                                                 | 子爵        |
| 半家 | 倉橋家                | 阿倍氏                                     | 土御門          | 一條 | 外様      | 新家      | 150石            | 陰陽道                                                            | 非参議                                                 | 子爵        |
| 半家 | 藤波家                | 大中臣氏                                   | -               | 一條 | 外様      | 旧家      | 172石            | 伊勢祭主 ・神祇大副                                               | 非参議                                                 | 子爵        |
| 半家 | 吉田家                | 卜部氏                                     | -               | 近衞 | 外様      | 旧家      | 766石            | 神祇道・吉田社職 ・神祇管領長上 ・神祇大副                        | 非参議                                                 | 子爵        |
| 半家 | 萩原家                | 卜部氏                                     | 吉田            | 近衞 | 内々      | 新家      | 1,000石          | 神祇道・豊国社務                                                  | 非参議                                                 | 子爵        |
| 半家 | 錦織家                | 卜部氏                                     | 吉田            | 近衞 | 外様      | 新家      | 蔵米30石 3人扶持 | -                                                                 | 非参議                                                 | 子爵        |
| 半家 | 藤井家                | 卜部氏                                     | -               | 鷹司 | 外様      | 新家      | 蔵米30石 3人扶持 | 神祇道・平野社務                                                  | 非参議                                                 | 子爵        |
| 半家 | 錦小路家              | 丹波氏                                     | -               | 近衞 | 外様      | 旧家      | 蔵米30石 3人扶持 | 医道                                                              | 非参議                                                 | 子爵        |
| 半家 | 北小路家              | 大江氏                                     | -               | 近衞 | 内々      | 旧家      | 100石            | -                                                                 | 非参議                                                 | 子爵        |

### 関連文献
- 橋本政宣 編『公家事典』吉川弘文館、2010年。ISBN 978-4-642-01442-7。
- 小田部雄次『華族 : 近代日本貴族の虚像と実像』中央公論新社〈中公新書〉、2006年。ISBN 978-4-12-101836-6。